# Clark Mills (Bootsbauer)
Clark Wilbur Mills (* 28. Januar 1915 in Jackson (Michigan); † 11. Dezember 2001 in Clearwater (Florida)) war ein US-amerikanischer Yachtkonstrukteur und Bootsbauer.

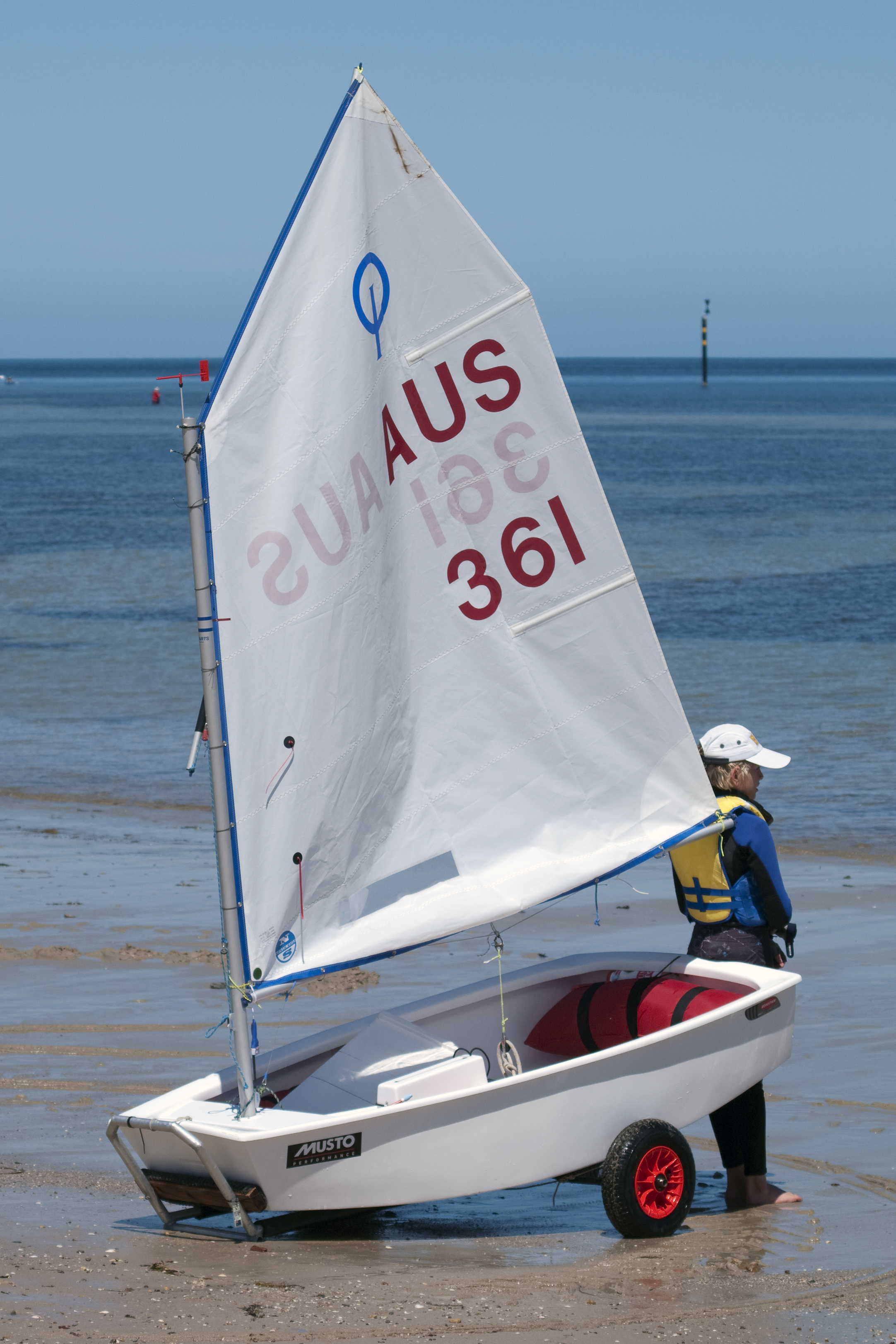
Optimist-Jolle, 2010

Er entwarf und baute kleine, preiswerte und praktische Boote wie Snipes-Jolle, Lightning-Jolle, Windmill-Jolle, die Kompaktsegelboote Com-Pac 16 und Com-Pac Sunday Cat und andere. Mills begann vor dem Zweiten Weltkrieg mit dem Bootsbau und gründete seine eigene Werft Mills Boat Works in Clearwater (Florida) nach dem Kriegsende.

## Optimist-Jolle
Berühmt wurde Clark Mills jedoch durch den Entwurf der Optimist-Jolle für Kinder und Jugendliche bis 15 Jahre. Gemeinsam mit seinem Freund und Clubkameraden Major Clifford McKay entstand im Herbst 1947 die Idee für ein einfaches, preiswertes Kinderboot, leicht zu bauen und leicht zu segeln. Die Idee war, ein Vater sollte das Boot mit seinem Sohn in einer Garage bauen konnte. In Anlehnung an die damals von Kindern heißgeliebten Seifenkisten schuf Clark Mills einen kastenförmigen Prahm-Rumpf, den er mit einem kleinen Gaffelsegel ausstattete. Für den Bau benutzte Mills handelsübliche 8x4-Fuß Sperrholzplatten. Die Baukosten sollten unter 50 Dollar (1947) bleiben. Der Bauplan kostete 2,50 $. Mills erhielt zu Lebzeiten nie eine Ehrung oder Lizenzgebühren für seinen Entwurf, der sich rasch verbreitete. Der Däne Axel Damgaard sah die Jolle an Floridas Küsten und brachte den Bauplan mit nach Dänemark, wo es sich als Jüngstenboot schnell auch durch Unterstützung von Paul Elvstrøm verbreitete.

## Ehrungen
2017 wurde Clark Mills posthum in die US-amerikanische National Sailing Hall of Fame aufgenommen.

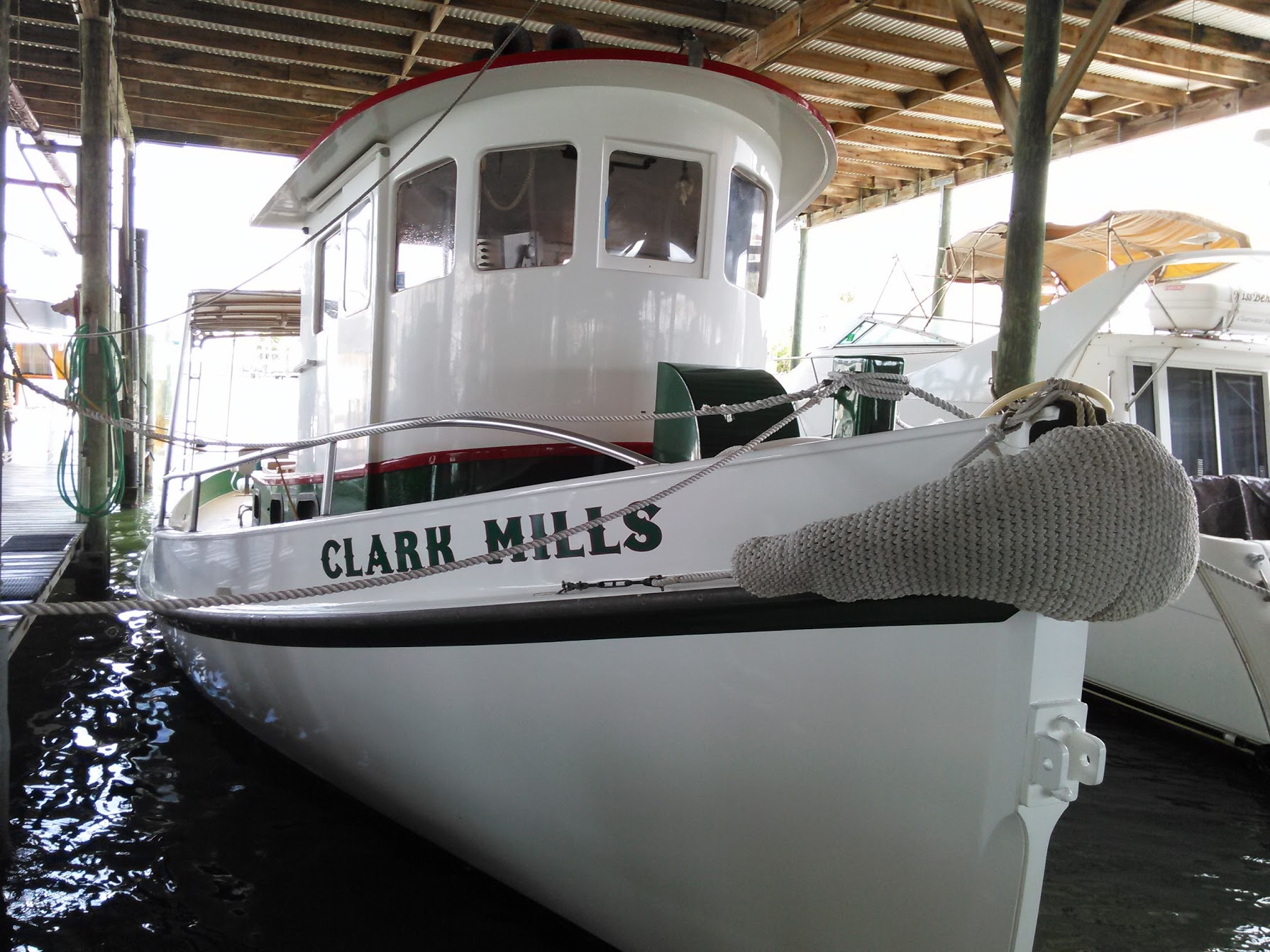
Clark Mills Schlepper, 2017, gebaut von Clark Mills im Jahr 1972

## Yacht-Entwürfe

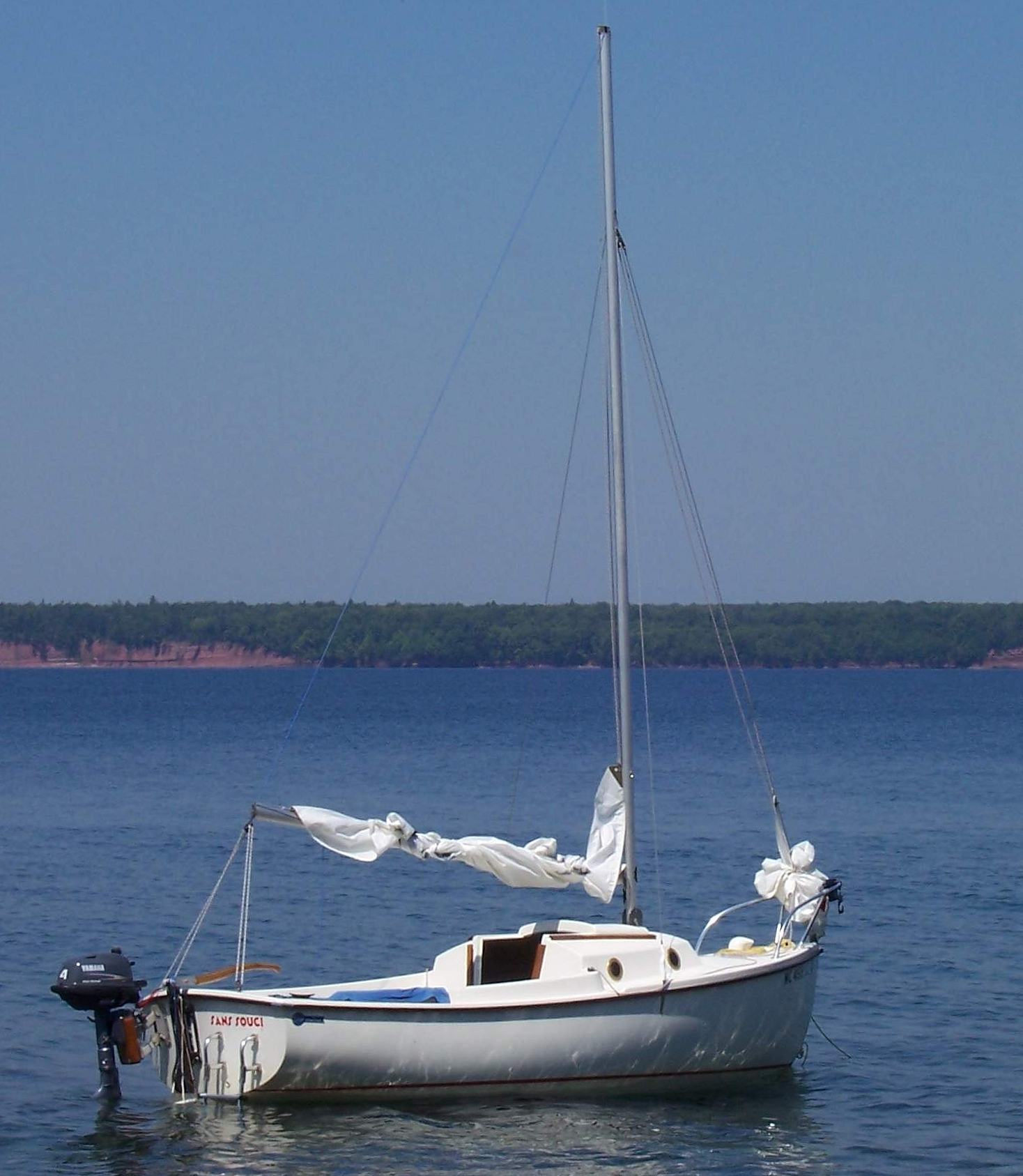
Com-Pac 16, 1977 auf dem Lake Superior, Michigan

- Com-Pac 16, 1974
- Com-Pac Sunday Cat
- Optimist, 1947
- Windmill, 1953

## Zitate
„I didn’t make out very well on the money end, but I certainly enjoyed myself. The boatbuilding business is just great. Just because the boats look stupid don’t mean nothing.“